# Augustin Ehrensvärd
För andra betydelser, se Augustin Ehrensvärd (olika betydelser).
Augustin Ehrensvärd, före 1717 Scheffer, född 25 september 1710 på Fullerö i Västerås-Barkarö socken i Västmanland, död 4 oktober 1772 på Saris i Virmo socken, Finland, var en svensk greve, fältmarskalk och konstnär som var skärgårdsflottans och Sveaborgs skapare.

## Ungdomsår
Ehrensvärd var son till Johan Jacob Scheffer, adlad Ehrensvärd 1717, och Anna Margaretha, född Mannerheim. Ehrensvärd visade sig redan som liten ha en stor studiebegåvning och var intresserad av framförallt matematik. Högre studier och en akademisk lärostol vid Uppsala universitet framstod som ett eftersträvansvärt mål för den unge Ehrensvärd. En sådan bana ansågs likväl inte överensstämma med hans adliga börd, varför hans anhöriga och i synnerhet hans styvmor ivrigt arbetade för att få honom att välja ett annat levnadsyrke. Han övertalades därför att lämna de akademiska studierna och började istället, vid 16 års ålder, som volontär vid artilleriet, där han efter hand avancerade till officer.
Hans ovanliga kunskaper väckte emellertid uppmärksamhet och han fick ett offentligt understöd för att 1736 göra en studieresa utomlands. Han besökte då Danmark, Tyskland, Nederländerna, Frankrike och England. Han bevistade ett flertal fältövningar och militärskolor men gjorde även bekantskap med lärda och konstnärer samt lärde sig till och med att gravera när han var i Paris. Under denna resa fick Ehrensvärd på så sätt viktiga konstnärliga erfarenheter. När han 1739 återkom till Stockholm gifte han sig med Catharina Elisabeth Adlerheim. Samma år blev han ledamot av Vetenskapsakademien och 1740 dess sekreterare. Han blev kapten-matematikus och mekanikus vid den nyligen inrättade artilleriinformationsskolan.
År 1741 utbröt Hattarnas ryska krig. Detta krig bar inte några lagrar för Ehrensvärd. Fyra år senare när hans son Carl August föddes begav sig Ehrensvärd utomlands för att som observatör följa preussarnas fälttåg i Böhmen under det Österrikiska tronföljdskriget och delta under prins Ferdinand av Braunschweig-Wolfenbüttel i det blodiga slaget vid Soor.  Ehrensvärd återkom 1746 till Sverige, där han samma år utnämndes till major i artilleriet och följande året till överstelöjtnant.

## Sveaborg

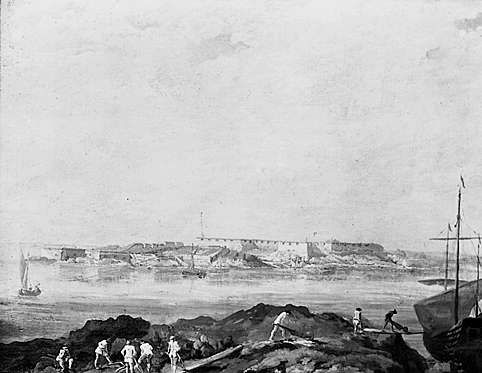
Utsikt över Sveaborg målad av Augustin Ehrensvärd.

Genast efter freden i Åbo började man i Sverige planera att upprätta nya värn mot grannen i öster. De gamla gränsfästningarna mot Ryssland hade gått förlorade, den äldre och starkare dubbelraden under Stora nordiska kriget och den sedan uppförda enklare fästningslinjen under krigsåret 1742. Man var också allmänt ense om detta befästningssystems mindre lämplighet och beslöt att samla hela försvaret på en enda punkt, helst på södra kusten, för att därigenom under krigstider kunna underhålla förbindelsen med Sverige och skydda kringliggande jämförelsevis bättre bebyggda landsorter.
Valet föll på Helsingfors, eftersom stadens passande läge och naturliga beskaffenhet redan tidigare hade uppmärksammats. Ehrensvärd var känd för sina insikter i befästningskonsten samt sin driftighet och arbetsamhet. Därför förordnades han i slutet av november 1747 av kunglig majestät att planera och leda fästningsarbetet i Finland. 
Han ville inte förlora någon tid och anlände till Helsingfors redan i början av nästa år tillsammans med bl.a. byggmästaren Daniel af Thunberg. Där möttes ha av en chock eftersom Helsingfors var betydligt mindre än han hade räknat med. Helsingfors hade omkring 1 500 invånare, och kunde inte erbjuda tillräckligt med material, redskap, arbetskraft eller logi. Ehrensvärd var tvungen att rekvirera tegel, kalk, timmer, ved och träkol  från närliggande socknar. 
Enligt den ursprungliga planen skulle hela Helsingfors, inklusive öarna utanför, bli en stor fästning. Ehrensvärd inledde arbetet redan i februari med att spränga på Broberget intill den nuvarande Långa bron. I mars påbörjades arbetet på Kasberget, nuvarande Observatorieberget, och på sommaren ute på Vargskäret (där Sveaborg finns). Sveaborg byggdes till stor del utgående från idéskisser och spontan planering på platsen.
På våren 1749 började Ehrensvärd ana att resurserna inte skulle räcka till för att befästa hela Helsingfors. Arbetet på fastlandet avbröts successivt, och följande år fattade man beslut om att koncentrera insatsen på öarna utanför Helsingfors. Under hans hand småningom ur klipporna uppväxte till ett ”Nordens Gibraltar”. Ehrensvärd övergav ändå aldrig visionen om att också inkludera Helsingfors i fästningen. 
1748 blev Ehrensvärd utnämnd till överste och chef för artilleriregementet. År 1756 befordrades han till generalmajor.
Ehrensvärd ägde flera gods kring Helsingfors, som Hertonäs gård och Brändö gård. gods som han förvärvade under sin tid som kommendant vid Sveaborg. Han tog omsorg om sina soldaters familjer och grundade för detta syfte ett barnhem på Brändö gård, det äldsta barnhemmet i Finland, och drev det åren 1753-1766.
Förutom Sveaborg var också Ehrensvärd ansvarig för byggandet av den något mindre befästningen Svartholm utanför Lovisa.

## Pommerska kriget
Strax efter hans befordran inledde hattpartiet i Sverige det pommerska fälttåget. Armén som saknade disciplin och motivation till följd av nationens politiska splittring, hade stora svårigheter i kriget. Befälet byttes ofta och stannade slutligen hos Ehrensvärd. Men inte heller han förmådde uträtta något väsentligt i de rådande förhållandena. I början av det pommerska kriget intog han Usedom, belägrade sedan Peenemünde och befordrades 1759 till generallöjtnant.
Två år därefter blev han förordnad till kommenderande general-en chef. Han blev svårt skadad i bröstet vid slaget vid Pasewalk, där hans trupper lyckades stoppa två preussiska anfall trots svåra förluster.  Han blev konvalescent i ett år, men fortsatte att, efter sitt tillfrisknande strida vid Loitz, Tribsees och Neukalden, samt deltog vid försvaret av Malchin. Efter krigets slut utnämndes han 1764 till general av kavalleriet och friherre.

## Politikern och de sista åren
Ehrensvärd var mycket engagerad i frihetstidens riksdagar och han anslöt sig till Hattpartiet med vilka han sympatiserade. Han var ledamot i sekreta utskottet och dess defensionsdeputation vid samtliga riksdagar från 1746 till 1760.
När Mösspartiet vid 1765–1766 års riksdag kom till makten, upphörde Ehrensvärds uppdrag att leda fästningsarbetet. Arméns flotta, som han upprättade 1756, drogs in. Tre år senare blev han utnämnd till serafimerriddare. När Hattarna åter kom till makten 1770 återfick Ehrensvärd på ständernas begäran sitt förra uppdrag och galäreskadern blev återigen skild från amiralitetet. Samma år upphöjdes han till greve.
Augustin Ehrensvärd befordrades slutligen 1772 till fältmarskalk. Då var han redan märkt av sina skador från pommerska kriget och han avled klockan 04.30 den 4 oktober 1772 på överstebostället Saaris i Egentliga Finland och blev begraven i Helsingfors stadskyrka.

## Gravmonumentet
Augustin Ehrensvärds stoft flyttades på Gustaf III:s önskan till Sveaborg. Gravvården var baserad på en skiss av kungen själv och färdiggjord av Jean Eric Rehn och Johan Tobias Sergel och påminner eftervärlden om hans verk och tjänster för fäderneslandet.
På ena sidan kan man läsa:

Här hvilar Grefve Augustin Ehrensvärd;

FältMarskalk, Riddare och Commendeur af Kgl. Myts. Orden;

Omgifven af Sina Werk;

Sveaborgs Fästning Armeens Flotta
På andra sidan:

Efter GUSTAF III's befallning och Egit utkast;

Uprest M.DCC.LXXXVIII;

At

I Fältherrens och Medborgarens Spår;

Lifva

Snillen at kunna - hiertan at vilja gagna Fäderneslandet.
Hans eftermäle står även att läsa vid Kungsporten "Eftervärd, stå här på egen botn, och lita icke på främmande hielp."

## Familj
Ehrensvärd var gift med Catharina Elisabeth Adlerheim som var Bureättling och ättling till Urban Hjärne. Deras enda barn var Carl August Ehrensvärd.